# Xenia de la Ossa
Xenia de la Ossa Osegueda (sinh ngày 30 tháng 6 năm 1958, San José, Costa Rica) là một nhà vật lý lý thuyết có nghiên cứu tập trung vào các cấu trúc toán học phát sinh trong lý thuyết dây. bà là giáo sư tại Viện toán học Oxford.

## Việc học tập
Xenia de la Ossa nhận bằng Tiến sĩ tại Đại học Texas tại Austin với luận án Quantum Calabi-Yau Manifold và Mirror Symmetry được viết dưới sự giám sát của Willy Fischler.
Bà đã ở Viện nghiên cứu nâng cao từ năm 1993 đến năm 1995.

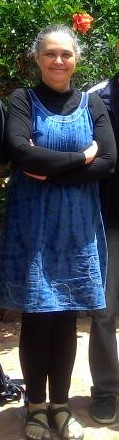
Hình ảnh chụp trong vườn tại địa điểm của Phương pháp hình học, đại số và tôpô cho trường lý thuyết trường lượng tử Villa de Leyva Summer School - 2017.

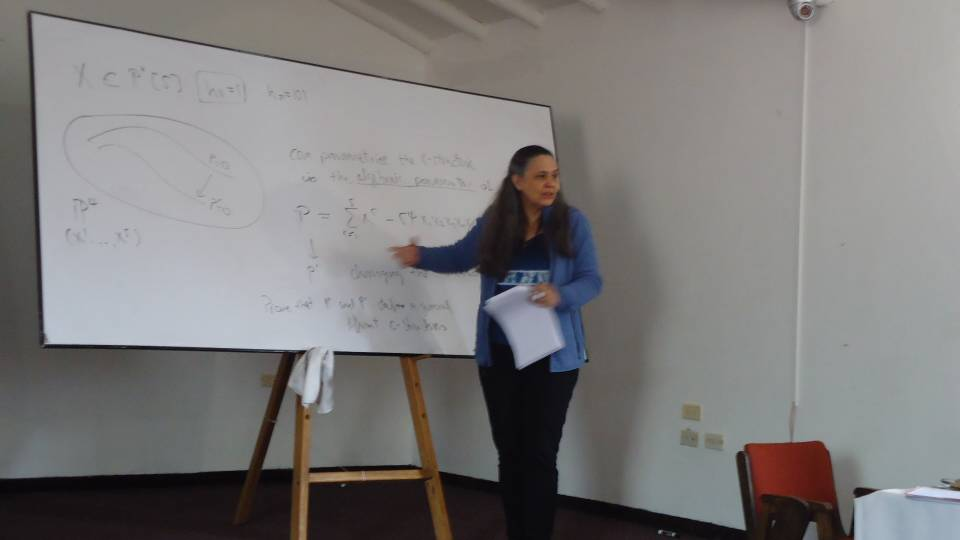
Hình ảnh được chụp trong một bài giảng của giáo sư Xenia de la Ossa tại Phương pháp hình học, đại số và tôpô cho lý thuyết trường lượng tử Villa de Leyva Summer School - 2017.

Xenia de la Ossa được biết đến với những đóng góp của bà cho vật lý toán học với phần lớn công việc của bà tập trung vào lý thuyết dây và sự tương tác của nó với hình học đại số. Năm 1991, bà đồng tác giả "Một cặp đa tạp Calabi-Yau là một lý thuyết siêu hình chính xác có thể hòa tan chính xác", trong đó có những dự đoán đáng chú ý về số lượng đường cong hợp lý trên ba lần. Đây là công trình đầu tiên sử dụng tính đối xứng gương để đưa ra dự đoán tổng thể trong hình học đại số, hơn nữa vượt xa những gì có thể được chứng minh tại thời điểm sử dụng các kỹ thuật có sẵn trong khu vực.

Bài viết này đã được trích dẫn trong các cuốn sách quan trọng hơn về Lý thuyết chuỗi. Năm 2004, Roger Penrose đã đề cập đến nó trong cuốn sách Con đường đến hiện thực: 
Nhưng phải nói rằng, tôi phải thừa nhận rằng có sự xuất hiện của một thứ gì đó có ý nghĩa thực sự diễn ra đằng sau hậu trường, trong một số khía cạnh của lý thuyết chuỗi / M. Là nhà toán học, Richard Thomas, thuộc Đại học Hoàng gia Luân Đôn đã nhận xét với tôi, trong một thông điệp email:  Tôi không thể nhấn mạnh đủ mức độ của một số nhị nguyên này: chúng liên tục làm chúng tôi ngạc nhiên với những dự đoán mới. Họ hiện lên cấu trúc không bao giờ nghĩ rằng có thể. Các nhà toán học tự tin dự đoán nhiều lần rằng những điều này có thể xảy ra, nhưng những người như Candelas, de la Ossa, et al. đã chỉ ra điều này là sai. Mọi dự đoán được đưa ra, được giải thích một cách phù hợp về mặt toán học, hóa ra lại đúng. Và không phải vì bất kỳ lý do toán học khái niệm nào cho đến nay - chúng tôi không biết tại sao chúng lại đúng, chúng tôi chỉ tính toán độc lập cả hai mặt và thực sự tìm thấy các cấu trúc, đối xứng và câu trả lời giống nhau ở cả hai bên. Đối với một nhà toán học những điều này không thể là sự trùng hợp, chúng phải đến từ một lý do cao hơn. Và lý do đó là giả định rằng lý thuyết toán học lớn này mô tả bản chất.

 Giáo sư de la Ossa thuộc ủy ban khoa học của một số tổ chức nhằm thúc đẩy các sự kiện khoa học ở Mỹ Latinh, trong đó có Trung tâm Vật lý lý thuyết Mesoamerican  và Trường Toán học của Mỹ Latinh và Caribbean. bà đã được mời làm diễn giả cho nhiều hội nghị tại các tổ chức học thuật quan trọng trên thế giới.
Bà cũng là nhà điều tra chính cho dự án mang tên Các trạng thái chân không của chuỗi dị,  được hỗ trợ bởi một khoản trợ cấp từ Hội đồng nghiên cứu khoa học vật lý và kỹ thuật (EPSRC).

## Cuộc sống cá nhân
Xenia de la Ossa đã kết hôn với nhà vật lý và toán học người Anh Philip Candelas và có hai con gái.